# ATI
ATI (Array Technology Industry) was een Canadees bedrijf dat zich gespecialiseerd had in het maken van grafische kaarten en chipsets voor computers. Het bedrijf werd in oktober 2006 overgenomen door AMD.
ATI ontwierp en ontwikkelde componenten voor grafische hardware voor zowel professionele als particuliere gebruikers; de productie van de kaarten zelf gebeurde echter meestal door derden. ATI was de grootste concurrent van Nvidia, en de twee bedrijven domineerden lang de markt. De bekendste kaarten van ATI waren die uit de Radeon-serie. In oktober 2006 werd ATI overgenomen door processorfabrikant AMD voor 5,4 miljard dollar.

## Geschiedenis
ATI werd in 1985 in Canada opgericht door drie immigranten uit Hongkong (Kwok Yuen Ho, Benny Lau en Lee Lau). De keuze voor het marktsegment van de grafische kaarten was geen bewuste keuze: pas toen Commodore kwam aankloppen met een bestelling van 7000 grafische chips per week, groeide het bedrijf flink.
De Mach64, een speciaal voor Windows 3.1x ontwikkelde ISA-kaart, werd in 1994 geïntroduceerd en was terug te vinden in de Graphics Xpression en Graphics Pro Turbo. Aanvankelijk boden die kaarten het voordeel dat ze vlot met het MPEG-formaat overweg konden. In 2000 kwam de eerste kaart van de Radeon-serie op de markt. Dit bleek een succesvol en populair product dat de concurrentie met de GeForce-lijn van Nvidia goed aankon, tot Nvidia de GeForce 6 op de markt bracht. Deze zette ATI op een achterstand.

De daarna ontwikkelde Radeon X800 had concurrerende prestaties, maar de "lagere" modellen, X600 en X300, waren niet vergelijkbaar met het wat lagere segment van de Nvidia-kaarten. Mede daardoor bleek het lastig om de consument weer terug te winnen voor de ATI-kaarten. Verder hadden ATI en Nvidia een verschillende visie op de nieuwe PCI-Express-bus: waar Nvidia bestaande kaarten aanpaste voor de nieuwe standaard, construeerde ATI een geheel nieuwe chipset. Het topsegment later was de X1950XTX gevolgd door de HD 2900XT, HD3870, HD4890 en de in september 2009 geïntroduceerde HD 5870. Doordat ATI lage prijzen hanteerde, bleef het een goede concurrent voor Nvidia. Met de HD5000-serie had ATI de eerste DirectX 11-kaart en de ASUS ARES dual-GPU kaart was toentertijd de snelste videokaart ter wereld. Nvidia had hierop geen antwoord met de in maart 2010 geïntroduceerde GTX480, dat de snelste kaart van het bedrijf was.

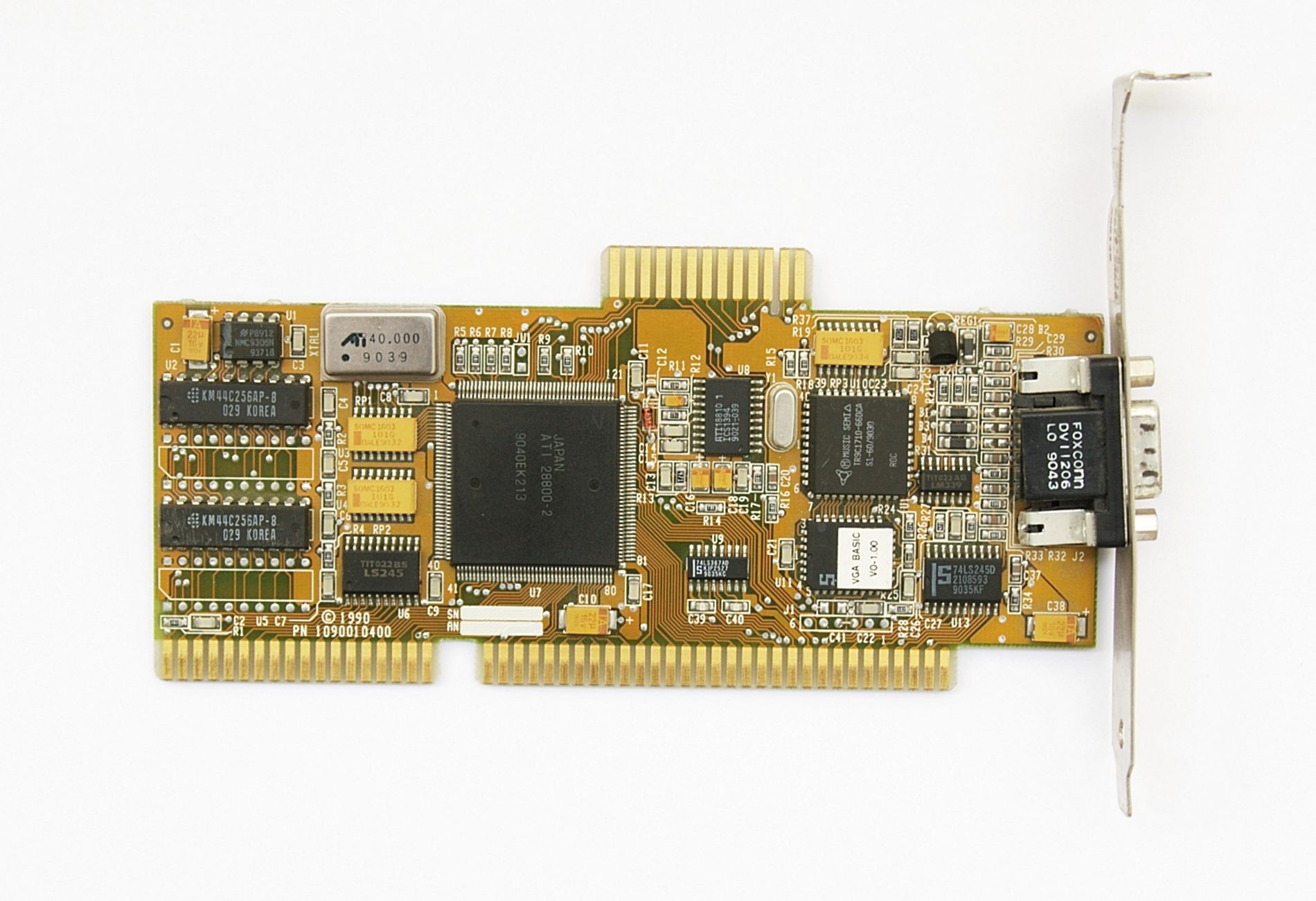
ATI VGA Wonder met 256 kB RAM